# Valtu
Valtu är en ort i Estland. Den ligger i Rapla kommun och landskapet Raplamaa, i den centrala delen av landet, 50 km söder om huvudstaden Tallinn. Valtu ligger 66 meter över havet och antalet invånare är 216.
Terrängen runt Valtu är mycket platt. Runt Valtu är det glesbefolkat, med 10 invånare per kvadratkilometer. Närmaste större samhälle är Rapla, 4,0 km nordväst om Valtu. I omgivningarna runt Valtu växer i huvudsak blandskog.